# Hemicordulia hilaris
Hemicordulia hilaris – gatunek ważki z rodziny szklarkowatych (Corduliidae).